# Perno de medición

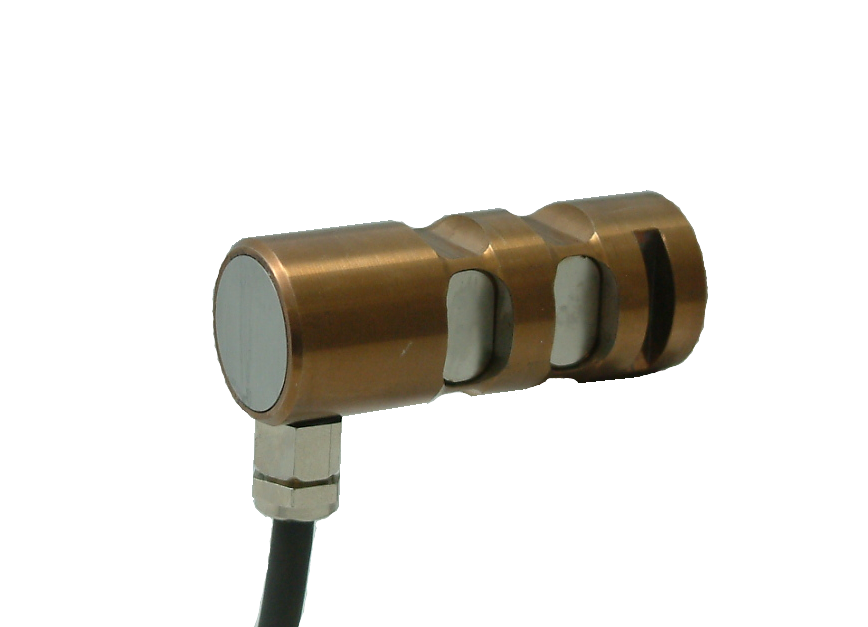
Perno de medición

Los pernos de medición son elementos de construcción eficaces que se utilizan desde hace más de 50 años en la técnica de medición. En los libros antiguos también se les denomina vibrómetros. 
Los nombres que reciben hoy en día son:
- Perno de medición de fuerza
- Perno de medición de carga
- Eje de medición
- Eje de medición de fuerza

En inglés, se utilizan los siguientes términos:
- Loadpin
- Load pin (se utilizan ambas formas de escritura)

## Fijación de los pernos de medición de fuerza

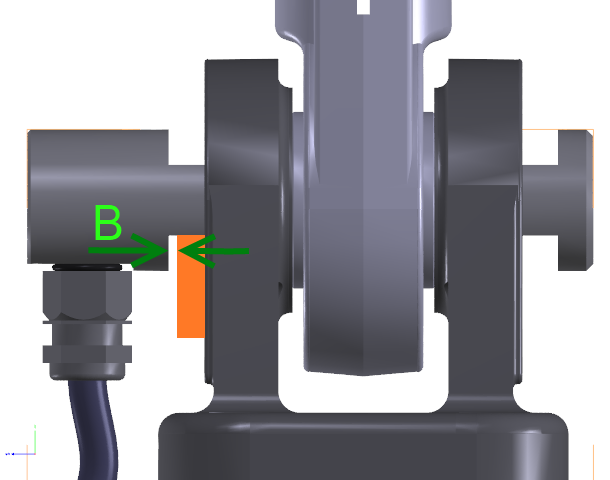
Fijación de los Pernos de medición

Un perno de medición de fuerza debe asegurarse para poder fijar su orientación. Debe fijarse lo siguiente:
En primer lugar, el desplazamiento axial y, en segundo lugar, la rotación. La debida fijación correcta es importante para obtener unos resultados precisos. De serie se utiliza para ello un soporte de eje conforme a DIN15058.
Montaje del soporte de eje:
En la mayoría de los casos, las ranuras del soporte de eje están diseñadas conforme a DIN15058. En esa norma se recomienda utilizar un soporte de eje y además dos soportes de eje por perno de medición de fuerza hasta un diámetro de 100 mm. Para obtener unos resultados óptimos, una pequeña separación entre el soporte del eje y la ranura del soporte del eje está prevista. Esto permite la flexión libre del perno de medición de carga en el contrasoporte.
La separación B debe ser de unos 0,2 mm.

## Principios de medición
Los pernos de medición de carga utilizan fundamentalmente dos principios básicos de medición: el basado en la resistencia (resistivo) y el basado en los campos magnéticos (magnetoelástico).

En el procedimiento de medición basado en la resistencia, se aplica un puente de Wheatstone hecho de: 
- Calibres extensométricos
- Recubrimiento de película fina

En el procedimiento de medición basado en campos magnéticos, se instala una conmutación por transformador. Como núcleo de hierro se utiliza el cuerpo de deformación. Mediante la extensión de este, se modifican las propiedades magnéticas del material y con ello la tensión en la bobina secundaria.